# Piryaloi
Piryaloi (en ourdou : پریالوئی) est une ville pakistanaise située dans le district de Khairpur, dans le nord de la province du Sind. C'est la douzième plus grande ville du district. Elle est située à près de vingt-six kilomètres au sud-ouest de Sukkur par la route et à vingt kilomètres au nord de Khairpur.
La ville est également située à quelques kilomètres au sud du fleuve Indus. 
La population de la ville a été multipliée par plus de trois entre 1972 et 2017, passant de 8 295 habitants à 25 792. Entre 1998 et 2017, la croissance annuelle moyenne s'affiche à 3,3 %, bien supérieure à la moyenne nationale de 2,4 %. Selon le recensement de 2023, la population de la ville monte à 27 294 habitants.
|            | 1972 (rec.) | 1981 (rec.) | 1998 (rec.) | 2017 (rec.) | 2023 (rec.) |
| ---------- | ----------- | ----------- | ----------- | ----------- | ----------- |
| Population | 8 295       | 11 074      | 13 985      | 25 792      | 27 294      |